# 義
義（ぎ）は、人間の行動・思想・道徳で、「よい」「ただしい」とされる概念である。義人とは「堅く正義を守る人。わが身の利害をかえりみずに他人のために尽くす人」（広辞苑第6版）。対義語で、行動・志操・道徳が「わるい」「よこしま」を意味する概念は「奸」(かん)という。
漢字における「義」には、本来「外から来て固有ではないもの」という意味があり、義手・義足や義父母・義兄弟などの語にはこうした意味があるが、後には血縁関係にない仲間同士を結び付ける倫理を意味するようになった。更に時代が下って後漢末期に入ると「他者と共同で行う第三者のための事業」という意味も発生し、義舎・義学・義田などの無償の施設などを指す言葉としても用いられた。

## 儒教における「義」
儒教における義は、儒教の主要な思想であり、五常（仁・義・礼・智・信）のひとつである。正しい行いを守ることであり、人間の欲望を追求する「利」と対立する概念として考えられた（義利の辨）。孟子は羞悪の心が義の端であると説いた。羞悪の心とは、悪すなわちわるく･劣り･欠け、あるいはほしいままに振舞う心性を羞（は）じる心のこと。

## 仏教における「義」
仏教における義は、仏教そのものの思想ではなく、中国における義の観念と結びついた事業を指す語として用いられた。後漢末期から南北朝時代にかけての中国では戦乱によって多くの人々が故郷を離れて流浪し、それまでの血縁・地縁による結合が解体した。折しも仏教の中国伝来と重なる時代であり、大乗仏教が持つ利他思想と他者と結びつく・救済するという中国の義の観念が融合して、同じ仏教徒の間で血縁や地縁を越えて共同して造寺・造仏・慈善事業が行われた。中国ではこうした集団を「法義」や「邑義」と称し、朝鮮半島や日本では「知識」と称された。

## キリスト教における「義」
キリスト教における義という訳語は、ギリシア語でΔικαιοσυνη　dikaiosynee　ディカイオシュネーと呼ばれるもので、罪の対立概念とされる。これは他者に対して義（ただ）しい、誠実な、偽りのない態度で臨むこと、またそのような態度が可能である魂の状態をいう。義しい人を義人と呼ぶ。
福音書、パウロ書簡などで主題化される。
神によって「義とされる」（義とする：ディカイオオー）ことも同じ問題圏に属する。
真に義であるのは神のみである（「義人はいない」）が、人間は神を信じることにおいて義さに近づくことができる。信じないことは不義と同義であるとされる。『ヤコブの手紙』によれば義しさは、神への信仰を表明することのみならず、他の人間に対する行為において現れる。
ルターは人が行動において義とされること（行為義認）を否定し、信仰によってのみ人が義とされる（信仰義認）と考え、それまでのキリスト教で行われていた苦行、断食などを否定した。

## 諱における「義」
義(よし)は、清和源氏、足利将軍家の武将・当主の諱において代々用いられた通字である。足利将軍家では、二代将軍・足利義詮以来、将軍は義の字を上にして、義満、義持などと名乗った。
当時、武士の社会では主君より諱の一字を受けることが家臣の栄誉と考えられており、将軍の諱も臣下たる守護大名、戦国大名に尊重された。故に各地の大名は幕府に寄進し、義の字ないし将軍の諱のうちの一字を賜った。これを一字拝領、一字書き出し、偏諱などともいった。足利義晴の時代にも、義の字を受けた武将として、大内義隆、晴の字を受けた武将に武田晴信　伊達晴宗　長尾晴景などがいる。義の字を受けようとする者は、幕府に500貫以上の献金を要し、諱の下の文字は300貫とされた。
今日でも人名において広く用いられている。

## 日本語における「義」
義（ぎ）は日本語で漢字を用いる際の「意味」を表す。漢字の三要素は字形、音、字義とされている。用語を判断する基準となる。 